# Lendikon
Lendikon, im Volksmund Ländikä, ist ein Dorf im Kanton Zürich mit ungefähr 30 Häusern und 100 Einwohnern. Es gehört zu den vier Weilern der Gemeinde Weisslingen.

## Lage
Das Dorf liegt an der Strasse zwischen Weisslingen und Neschwil auf 680 Meter über Meer.

## Geschichte

Luftbild von Walter Mittelholzer (1923)

Lendikon wurde im Jahr 868 erstmals urkundlich erwähnt. Historische belegt sind die Namen Lentinchova 868, 871, Lentinchovun 878, 920, Lendikon 1463 und Ländicken 1667. Nach Kläui und Schobinger bedeutet er "bei den Höfen der Leute des Lanto".
Die Zivilgemeinde Lendikon wurde 1931 aufgelöst.

## Sport
Im Winter wird jeweils eine Langlaufloipe gelegt.